# 埃林頓 (康乃狄克州)
埃林頓（英語：Ellington）是一個位於美國康乃狄克州托蘭縣的城鎮。

## 地理
埃林頓的座標為41°55′00″N 72°27′28″W / 41.91667°N 72.45778°W，而該地的平均海拔高度為75米（即246英尺）。

## 人口
根據2010年美國人口普查的數據，埃林頓的面積為89.60平方千米，當中陸地面積為88.20平方千米，而水域面積為1.40平方千米。當地共有人口15602人，而人口密度為每平方千米174.13人。